# Trisetum henryi
Trisetum henryi är en gräsart som beskrevs av Alfred Barton Rendle. Trisetum henryi ingår i släktet glanshavren, och familjen gräs. Inga underarter finns listade i Catalogue of Life.